# Dipartimento della Schelda
Il Dipartimento della Schelda era un dipartimento della Prima Repubblica francese e poi del Primo Impero francese, negli attuali Paesi Bassi e Belgio. Il nome era dovuto al fiume Schelda (in lingua francese: Escaut, olandese: Schelde). La capitale era Gand (in olandese Gent).

## Storia
Il dipartimento venne istituito nel 1795, quando i Paesi Bassi meridionali furono annessi alla Prima Repubblica francese. Prima dell'occupazione da parte dell'armata rivoluzionaria francese, il territorio faceva parte della Contea delle Fiandre e del territorio delle generalità della Fiandra degli Stati (Staats-Vlaanderen) della Repubblica delle Sette Province Unite ceduta col trattato dell'Aja.
Dopo la sconfitta di Napoleone nel 1814, il dipartimento entrò a far parte del Regno Unito dei Paesi Bassi. Il territorio del dipartimento è attualmente suddiviso fra la provincia belga delle Fiandre Orientali e la regione olandese delle Fiandre zelandesi secondo i vecchi confini settecenteschi.

## Suddivisione amministrativa
Il dipartimento era suddiviso nei seguenti arrondissement e cantoni (situazione al 1812):
- Gent (Gand), cantoni: Deinze (Deynse), Evergem (Everghem), Gent (Gand, 4 cantoni), Kruishoutem (Cruyshautem), Lochristi, Nazareth, Nevele, Oosterzele, Waarschoot e Zomergem (Sommerghem).
- Dendermonde (Termonde), cantoni: Aalst (Alost, 2 cantoni), Beveren, Hamme, Lokeren, Sint-Gillis-Waas (Saint-Gilles), Sint-Niklaas (Saint-Nicolas), Temse (Tamise), Dendermonde (Termonde), Wetteren e Zele.
- Eeklo (Eecloo), cantoni: Assenede (Assenède), Axel, Kaprijke (Capryke), Eeklo (Eecloo), Sluis (Ecluse, l'), Hulst, Oostburg (Oostbourg) e IJzendijke (Ysendick).
- Oudenaarde (Audenarde), cantoni: Oudenaarde (Audenarde, 2 cantoni), Geraardsbergen (Grammont), Herzele (Herzèle), Sint-Maria-Horebeke (Maria-Hoorebeke), Nederbrakel, Ninove, Ronse (Renaix) e Zottegem (Sotteghem).

Il dipartimento aveva nel 1812 una popolazione di 636.438 abitanti, su una superficie di 357.000 ettari.